# Com a Cama na Cabeça
Com a cama na cabeça é um filme brasileiro de comédia erótica de 1973, protagonizado, dirigido, escrito e produzido por Mozael Silveira. Números musicais com Antônio Marcos (interpreta a canção "Ninguém vai chorar por ninguém") e Vanusa (canção "Sou de um tempo de ninguém"). Locações em Brasília, Rio de Janeiro e Pousada do Rio Quente em Goiás.

## Elenco
- Mozael Silveira...Flávio
- Paschoal Guida...Renato
- Colé Santana...Carneiro (creditado como Colé)
- Fátima Braun
- Sylvia Martins
- Lameri Faria
- Nick Nicola
- Henriqueta Brieba...mãe de Hortênsia
- Márcio Hathay...Gastão (ator convidado)

## Sinopse
Os primos Renato e Flávio dividem um apartamento e vivem de aplicar golpes em mulheres ricas, fingindo serem estudantes. Renato fica noivo de Hortênsia e mantém um caso com Ana Maria, esposa do banqueiro Carneiro que também lhe é infiel. Apesar do noivado, Hortênsia se apaixona por um homem que conhece apenas por telefone. Já Carneiro, falha com a amante e recebe conselhos de seu médico para passar uma semana em uma pousada de águas quentes para se curar.